# Kekova
Pour les articles homonymes, voir Apollonia et Apollonie.
Kekova appelée aussi Caravola, est une île turque située au sud du village de Simena (Kaleköy en Lycie). Elle couvre une superficie de 4,5 km2 et n'est pas habitée.
L'île de Kekova a donné son nom à toute la région qui s'étend sur 260 km2 et couvrait les cités anciennes de Simena, Dochiste (Apollonia), Theimussa et Aperlai.
Sur le versant septentrional de l'île se trouvent les vestiges partiellement immergés de l'ancienne cité d'Apollonia, en partie détruite par un tremblement de terre au IIe siècle.
Reconstruite à l'ère byzantine, elle fut abandonnée définitivement en raison des incursions arabes.
La région de Kekova a été déclarée zone protégée en 1990 par le ministère de l'Environnement turc. Pour éviter le pillage du site archéologique, toute plongée sous-marine y est formellement interdite.
Kekova a été proposé en 2000 pour une inscription au patrimoine mondial et figure sur la « liste indicative » de l’UNESCO dans la catégorie patrimoine culturel.

## Galerie

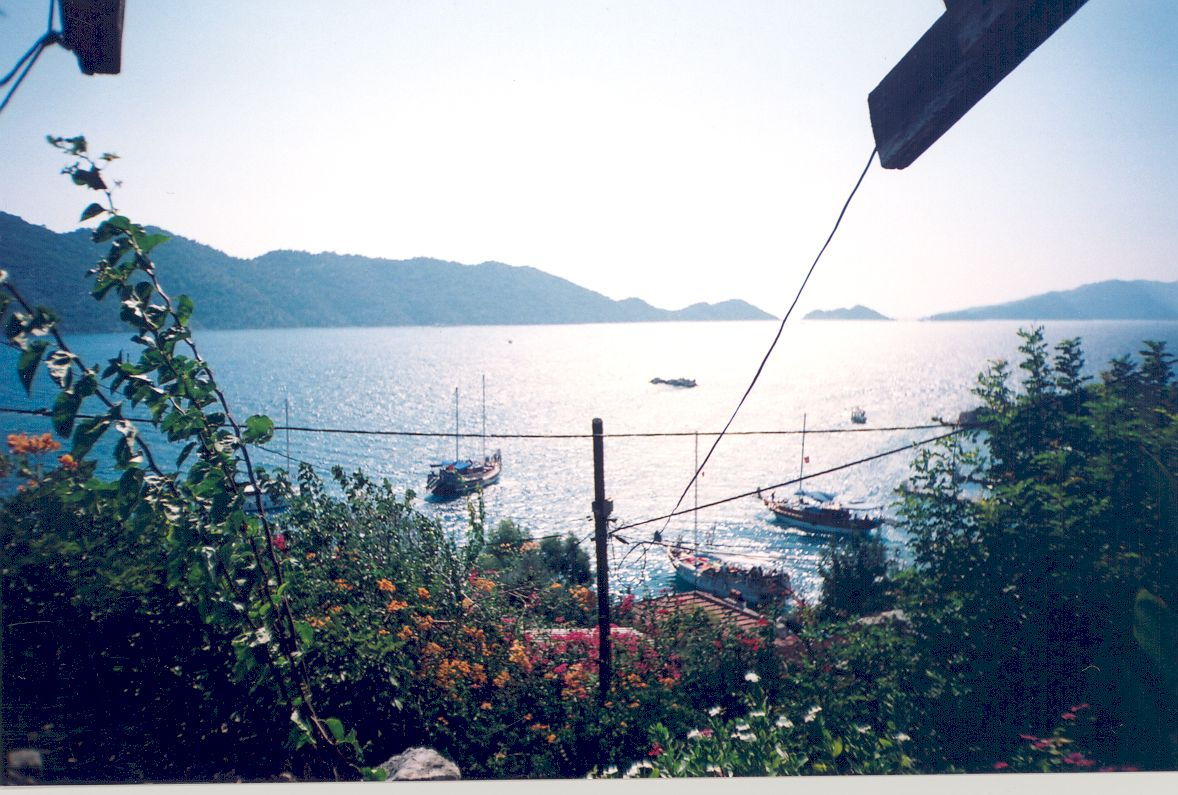
La partie nord de Kekova vue de Simena (Kaleköy)
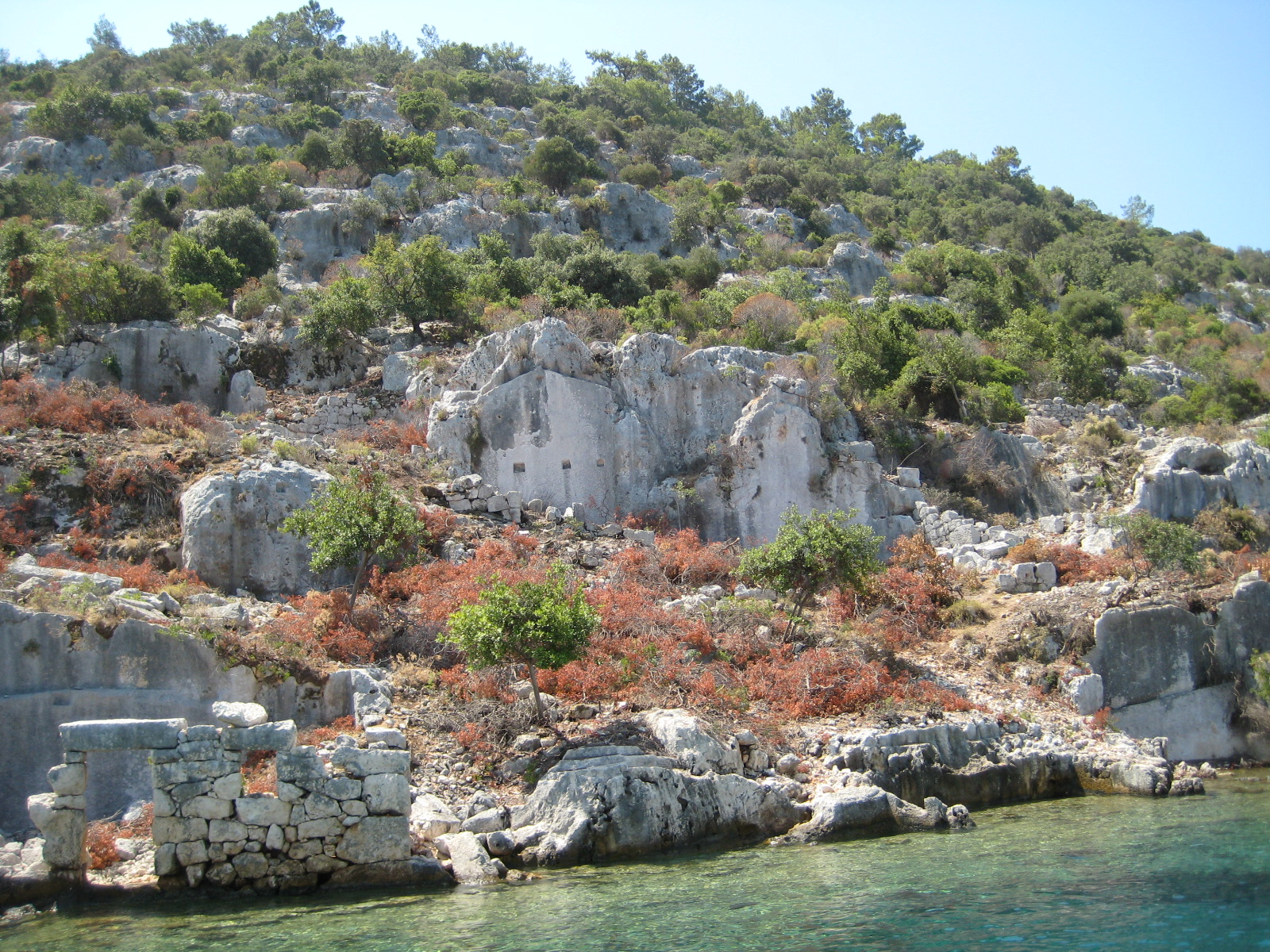
Apollonia
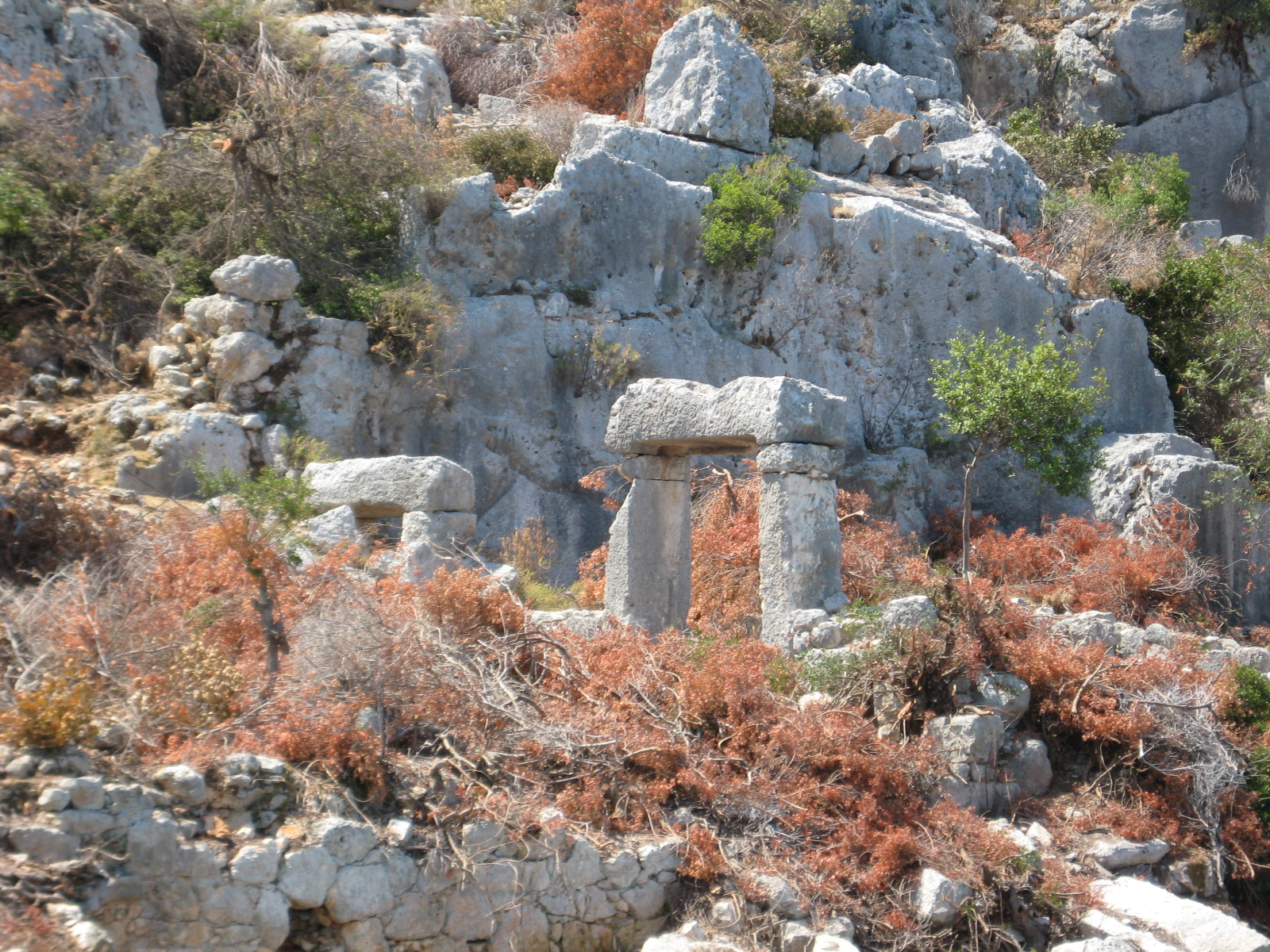
Apollonia
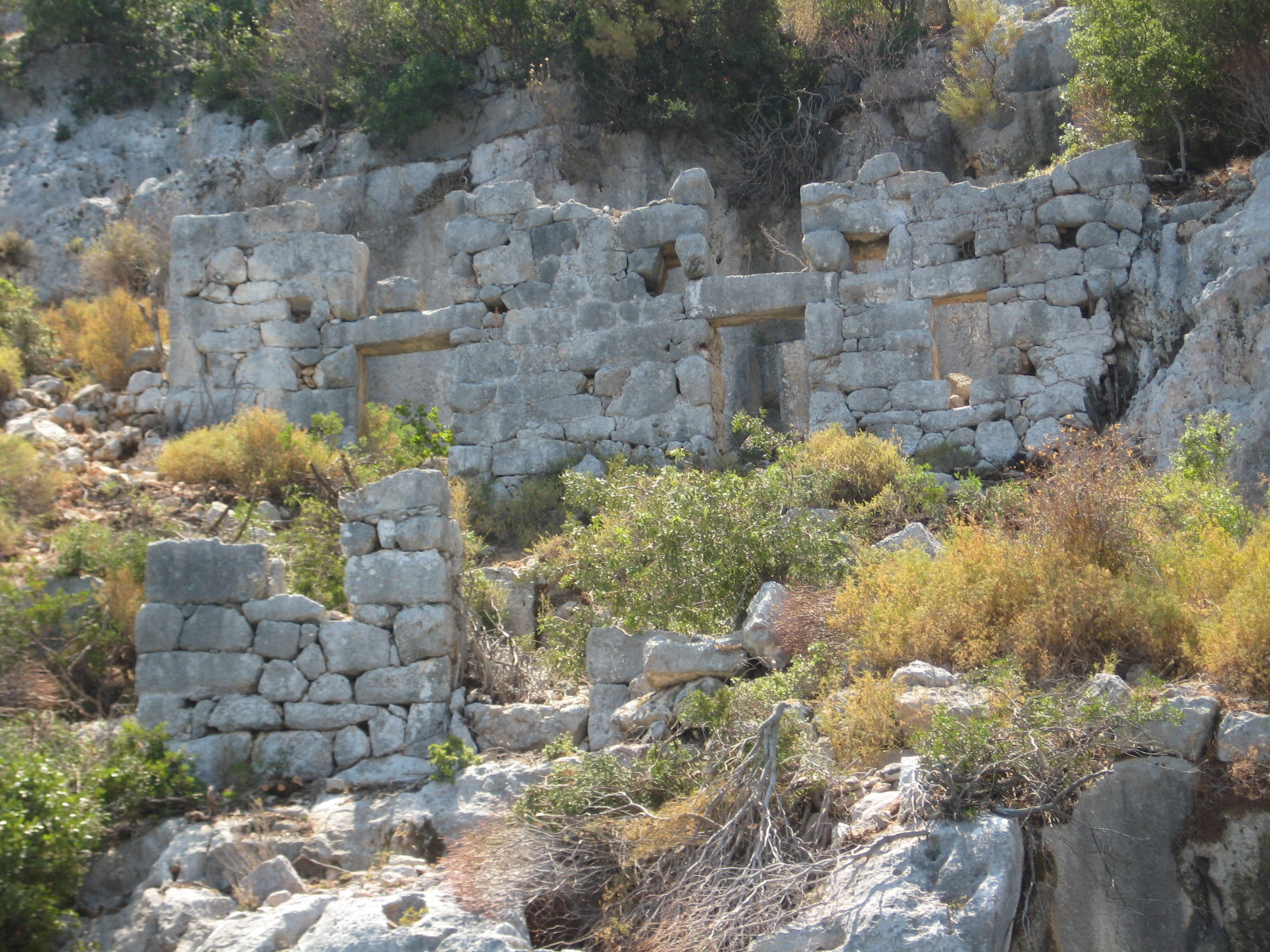
Apollonia
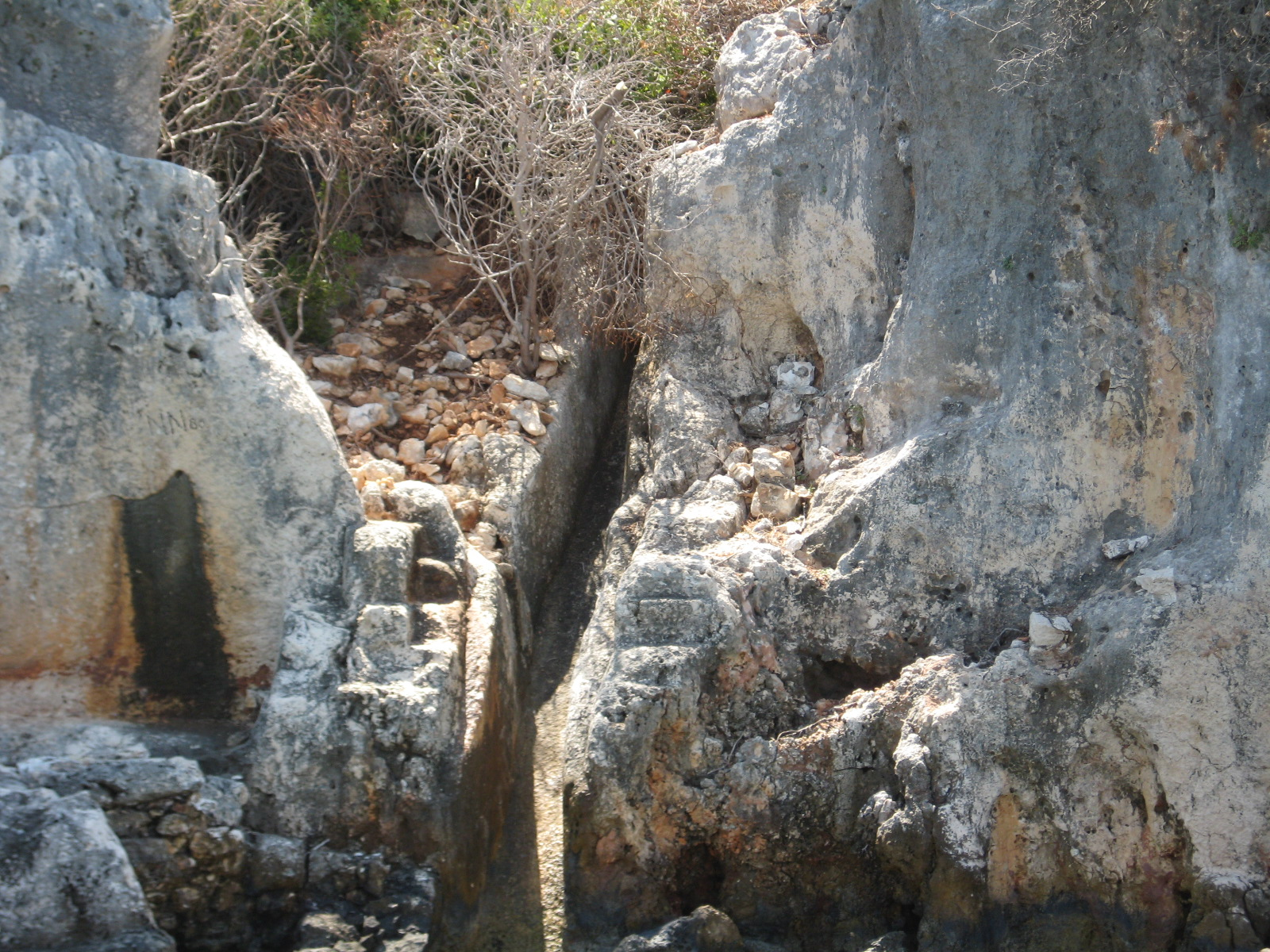
Apollonia
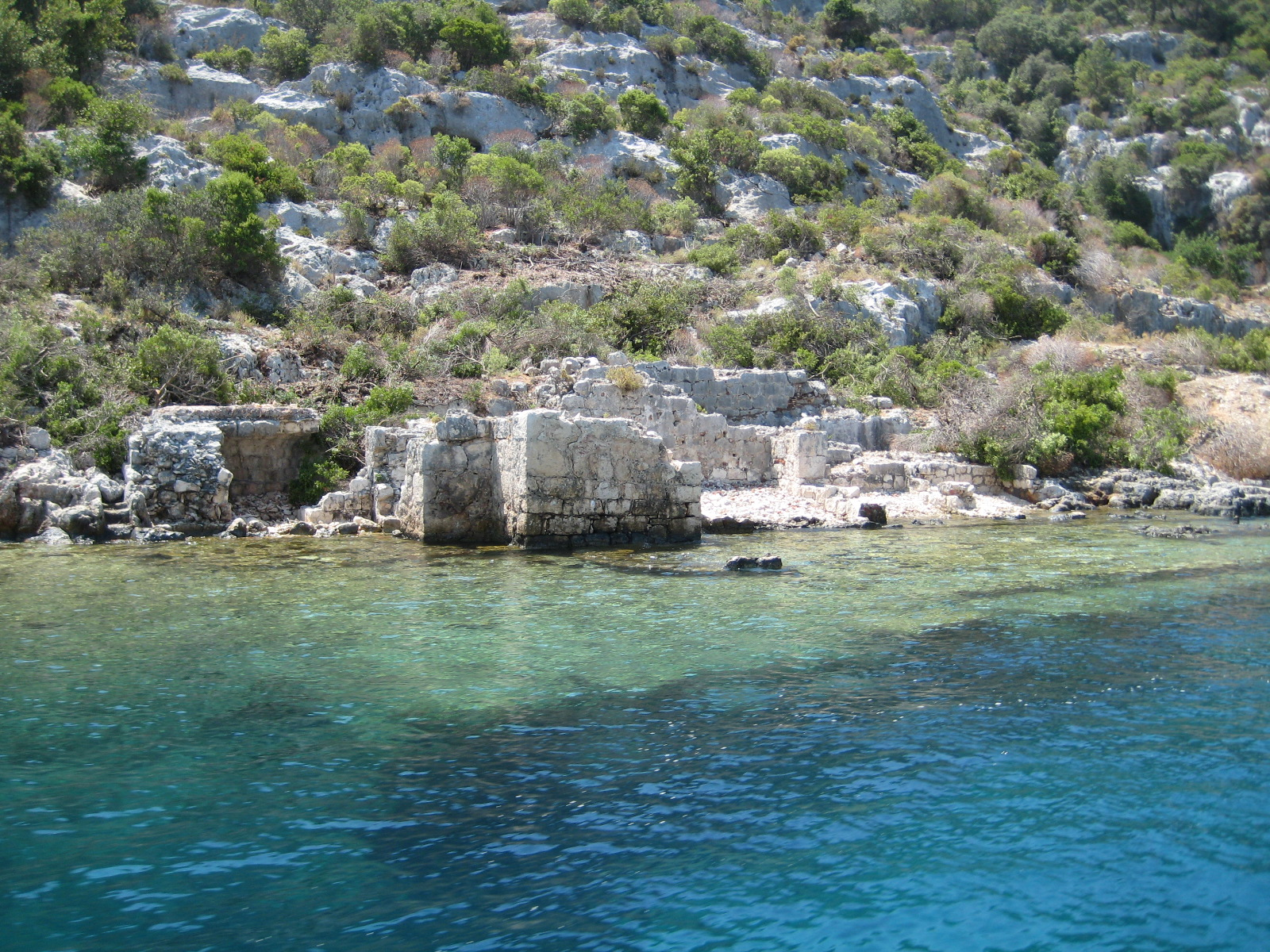
Apollonia